# Agathia diversilinea
Agathia diversilinea là một loài bướm đêm trong họ Geometridae.